# William MacAskill
William MacAskill, né William Crouch, le 24 mars 1987 à Glasgow, est un philosophe écossais et l'un des fondateurs du mouvement pour un altruisme efficace,. Il est chercheur au Global Priorities Institute (Institut des priorités mondiales) d’Oxford et directeur de la Forethought Foundation for Global Priorities Research (Fondation de prévoyance pour la recherche sur les priorités mondiales). MacAskill est cofondateur et président de 80 000 heures, cofondateur et vice-président de Giving What We Can, et cofondateur du Centre for Effective Altruism (Centre pour un altruisme efficace). Il est l'auteur du livre Doing Good Better : Effective Altruism and a Radical New Way to Make a Difference et du livre What We Owe the Future.

## Biographie
MacAskill a obtenu son bachelor of arts en philosophie au Jesus College de Cambridge, son bachelor of philosophy au St Edmund Hall à Oxford, et son doctorat en philosophie au St Anne's College à Oxford en 2013 (il a passé un an comme étudiant invité à l'Université de Princeton), sous la direction de John Broome et Krister Bykvist. Il a ensuite accepté une bourse de recherche au Emmanuel College à Cambridge, avant d’obtenir un poste de professeur associé au Lincoln College à Oxford qu'il a quitté après un an.
La recherche de MacAskill aborde principalement la question de savoir comment prendre des décisions dans un contexte d'incertitude normative. En plus d'un doctorat sur le sujet, il a également publié à ce propos dans les revues scientifiques Ethics, Mind, et The Journal of Philosophy.

## Doing Good Better
Le deuxième axe de recherche de MacAskill est l'altruisme efficace. Son livre sur le sujet, Doing Good Better (« Mieux faire le bien »), a été publié en 2015 et a reçu un accueil favorable des journaux The London Review of Books, The Guardian et The New York Times.
Il y affirme que de nombreuses façons dont les gens pensent faire le bien ne donnent en fait que très peu de résultats, mais qu'en utilisant les données disponibles et la méthode scientifique, on peut trouver des occasions d'avoir un impact positif énorme.
Dans le livre, MacAskill fait des affirmations controversées comme le fait que le commerce équitable fait très peu pour aider les agriculteurs les plus pauvres, que le boycott des ateliers de misère pourrait aggraver la situation des pauvres dans le monde et que les gens qui poursuivent une carrière à revenu élevé comme les chirurgiens plasticiens ou les banquiers de Wall Street pourraient faire plus de bien que des personnes travaillant pour des associations caritatives.
L'argument de MacAskill selon lequel les jeunes idéalistes devraient travailler pour Wall Street a fait l'objet d'un éditorial du New York Times publié par David Brooks. Selon Brooks, bien que les altruistes efficaces peuvent effectivement commencer à gagner de l'argent pour donner de larges sommes à des causes importantes, leurs valeurs morales pourraient s'éroder avec le temps et devenir progressivement moins altruistes. De plus, Brooks s'oppose ici à l'idée selon laquelle les altruistes devraient se transformer « en une machine à redistribuer la richesse ».

## Conférences et apparitions médiatiques
En 2016, MacAskill participe aux émissions en podcast Making Sense avec Sam Harris,  et Tim Ferriss Show avec Tim Ferriss.
En 2018, MacAskill a donné une conférence TED sur l'altruisme efficace à Vancouver, qui a été publiée le 12 septembre 2018.

## Vie personnelle
William MacAskill, né William Crouch, est également connu pour avoir fait valoir que les hommes devraient envisager de changer leur nom de famille quand ils se marient ; lui et sa fiancée ont changé leur nom en « MacAskill », le nom de jeune fille de la grand-mère maternelle de sa fiancée.

## Publications
- What We Owe the Future. 2022.
- Doing Good Better : Effective Altruism and a Radical Way to Make a Difference. Guardian Faber, London 2015,  (ISBN 978-1-78335-049-0)

- Introduction to Utilitarianism Un manuel d'introduction à l'utilitarisme co-écrit par MacAskill.